# Dominek (przystanek kolejowy)
Dominek – zlikwidowany przystanek kolejowy w Dominku w województwie pomorskim, w Polsce. Przystanek znajdował się na obecnie rozebranej linii normalnotorowej Kępno Słupskie – Ustka oraz na zlikwidowanej (przekutej na szerokość normalną) w 1922 r. linii wąskotorowej z Kępna Słupskiego do Klęcina.
Stacja została otwarta w 1913 roku. Ruch pasażerski zawieszono 23 lutego 1945, po czym linię zamknięto i rozebrano.